# TVR・サガリス
サガリス（Sagaris）とは、イギリスの自動車メーカであるTVRが製造・販売していたクーペ。

## 概要
2003年に発表、2004年に発売が開始され、2005年より日本への輸入が始まった。T350をベースに開発された。
シャーシには、鋼製パイプを溶接したフレームを使用したチューブラースチールシャーシとコンポジットパネルを採用し軽量化している。サスペンションは前後ともダブルウィッシュボーン式。
エンジンは、タスカンにも搭載されているドライサンプ方式の4.0L直6DOHC「Speed Six」。レッドゾーンが8000回転という高回転エンジンをFRレイアウトで搭載している。トランスミッションは5速MT。他のTVRのマシン同様、ABSなどの電子デバイスやエアバッグは搭載されていないが、T350同様、サイドインパクトバーは装着されている。
ラインナップは4.0Lのみ。ボディ形式などの仕様も1種類のみである。
保証においてサガリスは他のマシンと異なり、他のモデルはエンジンのみを2年間保障しているのに対して、クルマ全体に2年間の保証が付けられていた。
TVRが2006年に経営破綻したため、現在は販売を終了している。